# Tao Luna
Tao Luna (chinesisch 陶璐娜, Pinyin Táo Lùnà; * 11. Februar 1974 in Shanghai) ist eine ehemalige chinesische Sportschützin.

## Erfolge
Tao Luna nahm an den Olympischen Spielen 2000 in Sydney und 2004 in Athen teil. 2000 stellte sie mit der Luftpistole in der Qualifikation mit 390 Punkten den bis dato bestehenden Weltrekord ein und zog als Erstplatzierte in die Finalrunde ein. Mit 98,2 Punkten schoss sie dort unter den acht Starterinnen das fünftbeste Ergebnis, blieb mit 488,2 Punkten aber dennoch auf dem ersten Platz. Tao wurde vor Jasna Šekarić und Annemarie Forder Olympiasiegerin. Im Wettkampf mit der Sportpistole schoss sie mit 590 Punkten in der Qualifikation olympischen Rekord und beendete die Vorrunde ebenfalls auf dem ersten Rang. In der Finalrunde war sie mit 99,8 erneut die fünftbeste Schützin und beendete den Wettbewerb daher mit 689,8 Gesamtpunkten. Sie blieb mit dieser Punktzahl 0,5 Punkte hinter Olympiasiegerin Marija Grosdewa, sicherte sich aber dank eines Vorsprungs von 3,8 Punkten vor Lalita Jauhleuskaja die Silbermedaille. 2004 trat sie lediglich mit der Luftpistole an, kam in dem Wettkampf mit 366 Punkten aber nicht über den 38. Platz unter 41 Starterinnen hinaus.
Bei Weltmeisterschaften gewann sie in Mannschaftswettbewerben vier Medaillen und wurde dabei zweimal Weltmeisterin. 1998 in Barcelona und 2002 in Lahti gewann sie jeweils in der Mannschaftskonkurrenz mit der Kombinationspistole den Titel. Mit der Luftpistolen-Mannschaft wurde sie 1998 Vizeweltmeisterin, während sie 2002 mit ihr den dritten Platz belegte. Auf kontinentaler Ebene erreichte sie im Einzel im Jahr 2000 in Pulau Langkawi mit der Sportpistole den zweiten Platz bei den Asienmeisterschaften, mit der Luftpistole wurde sie Dritter. 2004 belegte sie in Kuala Lumpur auch mit der Sportpistole den dritten Platz. Bei Asienspielen gewann sie 1998 in Bangkok mit der Luftpistolen-Mannschaft die Goldmedaille und wiederholte diesen Erfolg mit ihr 2002 in Busan. Auch im Einzel gewann sie 2002 die Goldmedaille und sicherte sich zudem mit der Sportpistolen-Mannschaft den ersten Platz. Im Einzel gewann sie mit der Sportpistole die Silbermedaille. Vier Jahre später sicherte sie sich in Doha erneut in allen vier Disziplinen eine Medaille und zwar dieselben wie schon 2002: mit der Luftpistole gewann sie in der Einzel- und der Mannschaftskonkurrenz jeweils Gold, ebenso im Mannschaftswettbewerb mit der Sportpistole. Im Einzel mit der Sportpistole erreichte sie erneut Platz zwei.